# Bampol
Bampol (lit. Baltalaukis) – wieś na Litwie, w okręgu wileńskim, w rejonie wileńskim, w gminie Rzesza, nad Wilią i przy drodze krajowej 108.

## Historia
W dwudziestoleciu międzywojennym leżał w Polsce, w województwie wileńskim, w powiecie wileńsko-trockim, w gminie Rzesza. W 1931 miejscowość liczyła 37 mieszkańców, zamieszkałych w 5 budynkach.
Po II wojnie światowej w granicach Związku Sowieckiego. Od 1991 na niepodległej Litwie.